# Michał Leśniak
Michał Leśniak (ur. 5 lipca 1913 w Krakowie, zm. 25 lutego 1983 w Katowicach) – polski aktor teatralny i filmowy.

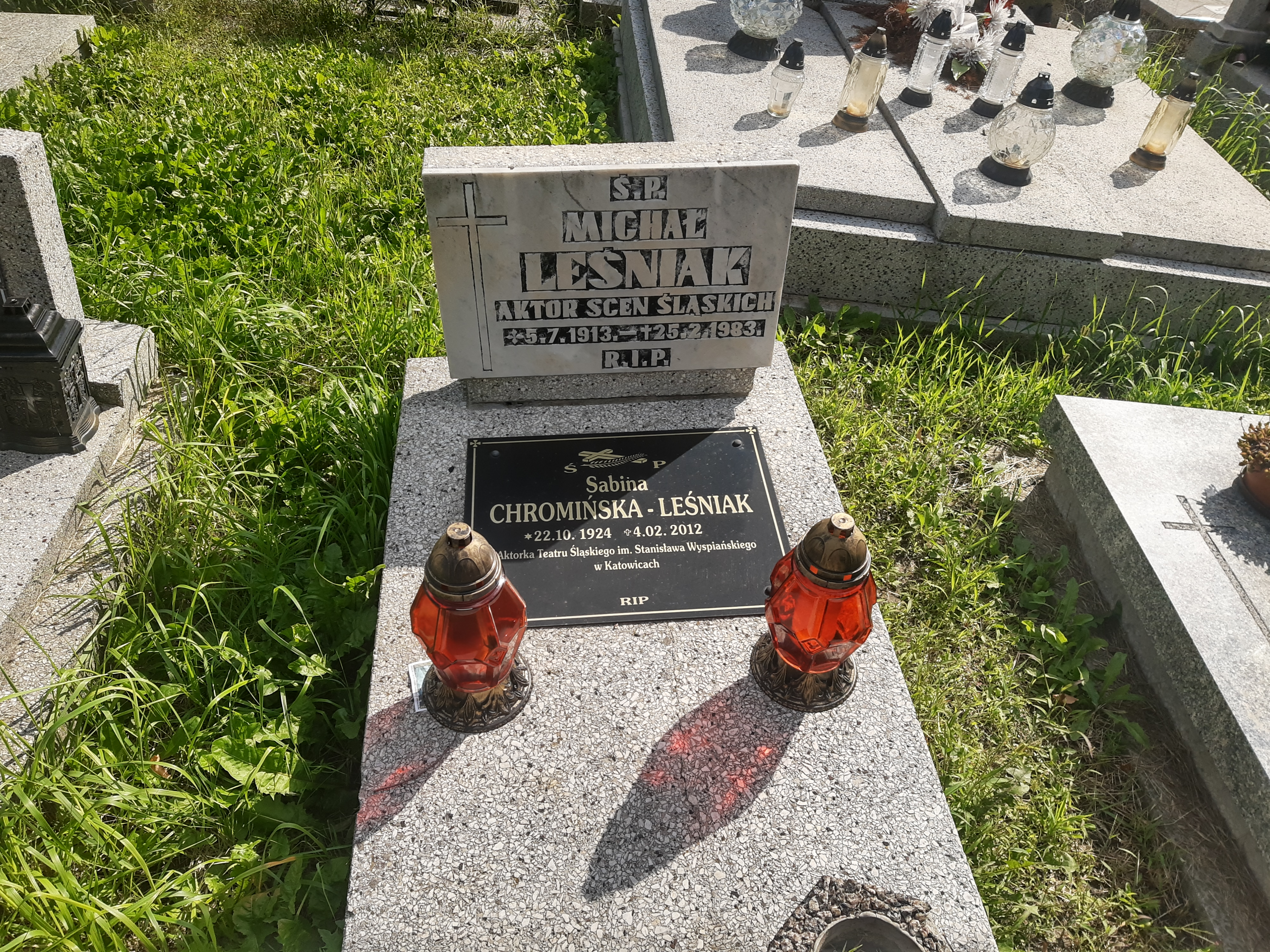
Grób Michała Leśniaka na cmentarzu w Katowicach przy ul. Gliwickiej

## Życiorys
Występował w teatrze już przed wojną, jednak dopiero w 1945 roku zdał egzamin eksternistyczny w Lingen, przed komisją pod kierunkiem Leona Schillera. W trakcie II wojny światowej brał udział w kampanii wrześniowej, został wzięty do niewoli i do 1945 roku przebywał w Oflagu w Murnau, gdzie działał w teatrze obozowym i ukończył konspiracyjne studio teatralne. W latach 1945–47 występował w Teatrze Objazdowym dającym przedstawienia dla Polaków przesiedlonych tam Polaków. Występował w następujących teatrach:
- Teatr im. Juliusza Słowackiego w Krakowie (1937–39) − chórzysta i statysta
- Teatr Śląski (1947–61)
- Teatr Nowy w Zabrzu (1961–63)
- Teatr Dolnośląski w Jeleniej Górze (1963–65)
- Teatr Polski w Bielsku-Białej (1966–71, 76–78)
- Teatr im. Adama Mickiewicza w Częstochowie (1971–72)
- Teatr Dramatyczny im. Aleksandra Węgierki w Białymstoku (1973)
- Teatr Bagatela (1973–74)
- Teatr Zagłębia (1978–83)

## Filmografia
- 1953: Trudna miłość − sekretarz powiatowy partii
- 1954: Uczta Baltazara − Birkut, kapitan portu Oliksna
- 1958: Dezerter − Szubert, nadzorca w kopalni
- 1960: Krzyżacy − Ciaruszek
- 1962: Czarne skrzydła − górnik
- 1962: Mężczyźni na wyspie − Krzysztofiak
- 1970: Dziura w ziemi − piekarz
- 1971: Perła w koronie
- 1974: Pójdziesz ponad sadem − wózkarz
- 1976: Honor dziecka − strażak Olchawa
- 1978: Sowizdrzał świętokrzyski − proboszcz Kolenda
- 1978: Ślad na ziemi − Kopera (odc. 2)
- 1979: Aria dla atlety − zapaśnik Specht
- 1979: Klincz − majster Drzymalski
- 1979: Ojciec królowej
- 1980: Grzeszny żywot Franciszka Buły − szynkarz Ondrejko
- 1980: Pasja − karczmarz
- 1980: Wizja lokalna 1901 − mieszkaniec Wrześni
- 1981: Limuzyna Daimler-Benz
- 1981: Wojna światów – następne stulecie − realizator transmisji koncertu
- 1982: Gry i zabawy − Kozłowski, właściciel strzelnicy w lunaparku
- 1982: Jest mi lekko
- 1982: Zmartwychwstanie Jana Wióro
- 1983: Sześć milionów sekund − woźny (odc. 2, 6 i 10)
- 1983: Dolina szczęścia − profesor Zdzisław
- 1983: Ostrze na ostrze − Otwinowski

## Nagrody i odznaczenia
- Odznaczenie za Zasługi dla województwa katowickiego (1968)
- Krzyż Kawalerski OOP (1975)

## Rodzina i życie prywatne
Michał Leśniak był żonaty z aktorką Sabiną Chromińską, syn Wojciech.